# Sei gradi di separazione (opera teatrale)
Sei gradi di separazione (Six Degrees of Separation) è un'opera teatrale del drammaturgo statunitense John Guare, andata in scena per la prima volta al Mitzi E. Newhouse Theater del Lincoln Center di New York il 16 maggio 1990. 

## Origini
Il dramma parte dalla premessa dell'ipotesi dello scrittore ungherese Frigyes Karinthy secondo la quale ogni persona può essere collegata a qualunque altra persona attraverso una catena di conoscenze con non più di 5 intermediari (la teoria dei sei gradi di separazione). Ad ispirare la vicenda raccontata dalla piece ci sono stati dei fatti realmente accaduti: il giovane David Hampton, che si fingeva il figlio dell'attore Sidney Poitier, sfruttava il proprio carisma e buone maniere per ottenne denaro e ospitalità da alcune benestanti famiglie di Manhattan, prima di essere arrestato nel 1983. L'ultima coppia vittima della frode di Hampton furono il signor Osborn Elliott e la moglie Inger McCabe Elliott: amici di Guare, la coppia raccontò allo scrittore il bizzarro sotterfugio da cui si erano lasciati trarre in inganno.
In seguito al successo del dramma, accentuato dall'adattamento cinematografico, David Hampton si fece avanti e denunciò John Guare per diffamazione, esigendo una parte degli incassi; la richiesta fu respinta in tribunale.

## Trama
Paul, un affascinante giovane uomo di colore, si presenta alla porta del mercante d'arte Flan Kittredge e della moglie Ouisa in cerca di soccorso: il ragazzo, presunto compagno di scuola dei figli dei Kittredge, è stato aggredito nell'adiacente Central Park e presenta una ferita d'arma bianca. I Kittredge, stregati dalle eccellenti maniere del giovane e convinti che sia un amico dei figli, gli prestano soccorso e conversano piacevolmente con lui: Paul racconta di essere il figlio di Sidney Poitier e di essere venuto in visita a New York dove il "padre" sta girando una riduzione cinematografica del musical Cats. I Kittredge lo ospitano per la notte, ma il loro riposo è bruscamente interrotto da strani suoni provenienti dalla camera degli ospiti: temendo che Paul stia male a causa della ferita i due corrono da lui e lo scoprono a letto con un gigolò. Flan chiama la polizia, ma Paul riesce a scappare prima dell'arrivo delle forze dell'ordine.
Poco dopo Paul incontra a Central Park i giovani fidanzati Rick ed Elizabeth e grazie al proprio carisma si riesce a far invitare dai due ragazzi a vivere temporaneamente con loro mentre cerca una sistemazione. I tre diventano ottimi amici finché Paul non seduce Rick, lo porta a letto e si fa prestare tutti i (pochi) risparmi della coppia dal ragazzo. Quando Paul sparisce Rick si accorge di essere stato ingannato e confessa tutto ad Elizabeth; la ragazza, furiosa, umilia Rick fino a spingerlo al suicidio.
Paul, braccato dalla polizia, telefona ai Kittredge e Ouisa, che è stata profondamente toccata dall'incontro con il ragazzo, lo convince a costituirsi e gli promette assistenza e amicizia; subito dopo l'arresto Ouisa perde le tracce di Paul e alla fine scopre che un ragazzo di colore (molto probabilmente Paul) si è impiccato nella sua cella. Si scopre che Paul non conosceva affatto i figli dei Kittredge, ma era andato a letto con un loro ex compagno di liceo: in cambio di prestazioni sessuali Paul si era fatto dare molte informazioni sui ricchi amici dell'amante, informazioni che ha usato per intrufolarsi nelle loro vite per vivere una vita migliore con genitori premurosi in un ambiente protetto e affettuoso. Ouisa è molto colpita da tutta la vicenda e ripensa alla parole di Paul sulla fantasia e sull'arte, parole che contrastano nettamente con la subdola grettezza della vita che conduce nella sua lussuosa casa su Central Park.

## Produzioni
Sei gradi di separazioni ha debuttato al Mitzi E. Newhouse Theater del Lincoln Center di New York il 16 maggio 1990 con Stockard Channing (Ouisa), John Cunningham (Flan) e James McDaniel (Paul); l'8 novembre dello stesso anno il dramma debuttò a Broadway, dove rimase in scena per 485 repliche fino al 5 gennaio 1992. Facevano parte del cast di Broadway: Stockard Channing (Ouisa), John Cunningham (Flan), Courtney B. Vance (Paul), Kelly Bishop (Kitty), Evan Handler (Doug), John Cameron Mitchell (Trent), Anthony Rapp (Ben); allo scadere del suo contratto Stockard Channing fu sostituita da Kelly Bishop e da Swoosie Kurtz. Il dramma ricevette ottime critiche, che sottolinearono l'eccellenza dell'interpretazione della Channing, e fu candidato al Premio Pulitzer per la drammaturgia e a quattro Tony Award (migliore opera teatrale, miglior regia per Jerry Zaks, migliore attrice protagonista in uno spettacolo per Stockard Channing e miglior attore non protagonista in uno spettacolo per Courtney B. Vance), vincendo il premio per la miglior regia.
Il 18 giugno 1992 Sei gradi di separazione debuttò al Royal Court Theatre di Londra con Stockard Channing (Ouisa), Paul Shelley (Flan) e Adrian Lester (Paul); nel 1993 la produzione del Royal Court è stata messa in scena al Comedy Theatre del West End di Londra ed è stata candidata a due Laurence Olivier Awards (migliore attrice per Stockard Channing e migliore opera teatrale), vincendo quello come migliore nuova opera teatrale della stagione. Nel 2010 il dramma è stato riproposto sulle scene londinesi all'Old Vic, con Lesley Manville (Ouisa), Anthony Head (Flan) e Obi Abili (Paul). Nel 2017 la pièce è tornata a Broadway, con Allison Janney, John Benjamin Hickey e Corey Hawkins.

## Adattamenti
Trasposizioni cinematografiche:
- 6 gradi di separazione di Fred Schepisi (1993)